# Тамаково
Тама́ково (рос. Тамаково, башк. Тамаҡ) — присілок у складі Дюртюлинського району Башкортостану, Росія. Входить до складу Московської сільської ради.
Населення — 38 осіб (2010; 49 у 2002).
Національний склад:
- башкири — 100 %